# Liste der Naturdenkmale im Amt Dorf Mecklenburg-Bad Kleinen
Die Liste der Naturdenkmale im Amt Dorf Mecklenburg-Bad Kleinen nennt die im Amt Dorf Mecklenburg-Bad Kleinen im Landkreis Nordwestmecklenburg in Mecklenburg-Vorpommern gelegenen Naturdenkmale.

## Naturdenkmale
| Bild            | Nr.     | Bezeichnung | Standort                                                                 | Beschreibung | Schutzzweck | Verordnung |
| --------------- | ------- | ----------- | ------------------------------------------------------------------------ | ------------ | ----------- | ---------- |
| BW              | NWM 363 | Stiel-Eiche | Barnekow Köppernitz (Flurstück 2 210) (53° 51′ 50,3″ N, 11° 22′ 18,9″ O) |              |             |            |
| BW              | NWM 127 | Linde       | Bobitz Dambeck Dambecker Weg (53° 45′ 53,1″ N, 11° 21′ 51,5″ O)          |              |             |            |
| Fotos hochladen | NWM 369 | Linde       | Bobitz Dambeck Dorfkirche (53° 47′ 8,5″ N, 11° 22′ 19,6″ O)              |              |             |            |
| BW              | NWM 370 | Stiel-Eiche | Bobitz Saunstorf Gutspark (53° 49′ 8,4″ N, 11° 21′ 56,2″ O)              |              |             |            |
| BW              | NWM 373 | Blut-Buche  | Lübow Dorfkirche (53° 51′ 13″ N, 11° 31′ 23,9″ O)                        |              |             |            |
| BW              | NWM 374 | Stiel-Eiche | Lübow Greeser Weg (53° 51′ 16,9″ N, 11° 31′ 26,4″ O)                     |              |             |            |
| BW              | NWM 375 | Stiel-Eiche | Lübow Greese Greese (L 103) (53° 52′ 4,1″ N, 11° 31′ 55,2″ O)            |              |             |            |